# Trinta
O trinta (30) é o número natural que segue o 29 e precede o 31.
O 30 é um número composto, que tem os seguintes factores próprios: 1, 2, 3, 5, 6, 10 e 15. 
Trinta é a soma dos primeiros quatro quadrados naturais, o que o torna um número piramidal quadrado: {\displaystyle \sum _{k=1}^{4}k^{2}=1^{2}+2^{2}+3^{2}+4^{2}={\frac {(2\cdot 4+1)\cdot 4\cdot (4+1)}{6}}=30}.

Como a soma dos seus factores é 42 > 30, trata-se de um número abundante.
Pode ser escrito de três formas distintas como a soma de dois números primos: {\displaystyle 30=7+23=11+19=13+17\,}. Veja conjectura de Goldbach.
É o primeiro número esfénico.
É o número atômico do zinco.